# 청자 음각모란 상감보자기문 유개매병
청자 음각모란 상감보자기문 유개매병(靑磁 陰刻牡丹 象嵌襆紗文 有蓋梅甁)은 음각으로 모란을 새기고, 상감 기법으로 보자기 무늬를 새겨 넣은, 고려청자 뚜껑 있는 매병이다. 1963년 1월 21일 대한민국의 보물 제342호로 지정되었다.

## 개요
각진 입과 짧은 목, 어깨에서부터 풍만하게 벌어졌다 S자 곡선을 이루며 저부에 이른 모습의 매병으로, 각접시 모양의 뚜껑이 있다.
문양은 매병 입 언저리를 보자기로 덮은 모습의 국당초문을 주요 문양으로 한 흑백상감의 정사각형 비단보자기문양을 덮은 장식이다. 몸체의 4면에는 각기 모란절지 하나씩이 가늘게 음각되었으며, 밑 부분에는 운두산형문이 뇌문대와 함께 장식되어 있다.

## 주해
1. ↑  매병이란 병의 아가리가 좁고 몸의 어깨는 넓으며 아래로 갈수록 홀쭉해지는 병을 말한다.

## 참고 자료
- 청자 음각모란 상감보자기문 유개매병 - 국가유산청 국가유산포털
- 본 문서에는 서울특별시에서 지식공유 프로젝트를 통해 퍼블릭 도메인으로 공개한 저작물을 기초로 작성된 내용이 포함되어 있습니다.